# Jan Kasper von Stadion
Jan Kasper von Stadion, Johann Kasper von Stadion (ur. 21 grudnia 1567 w Belfort, zm. 21 listopada 1641 w Ammern) – książę Rzeszy, administrator urzędu wielkiego mistrza zakonu krzyżackiego w latach 1627–1641.

## Życiorys

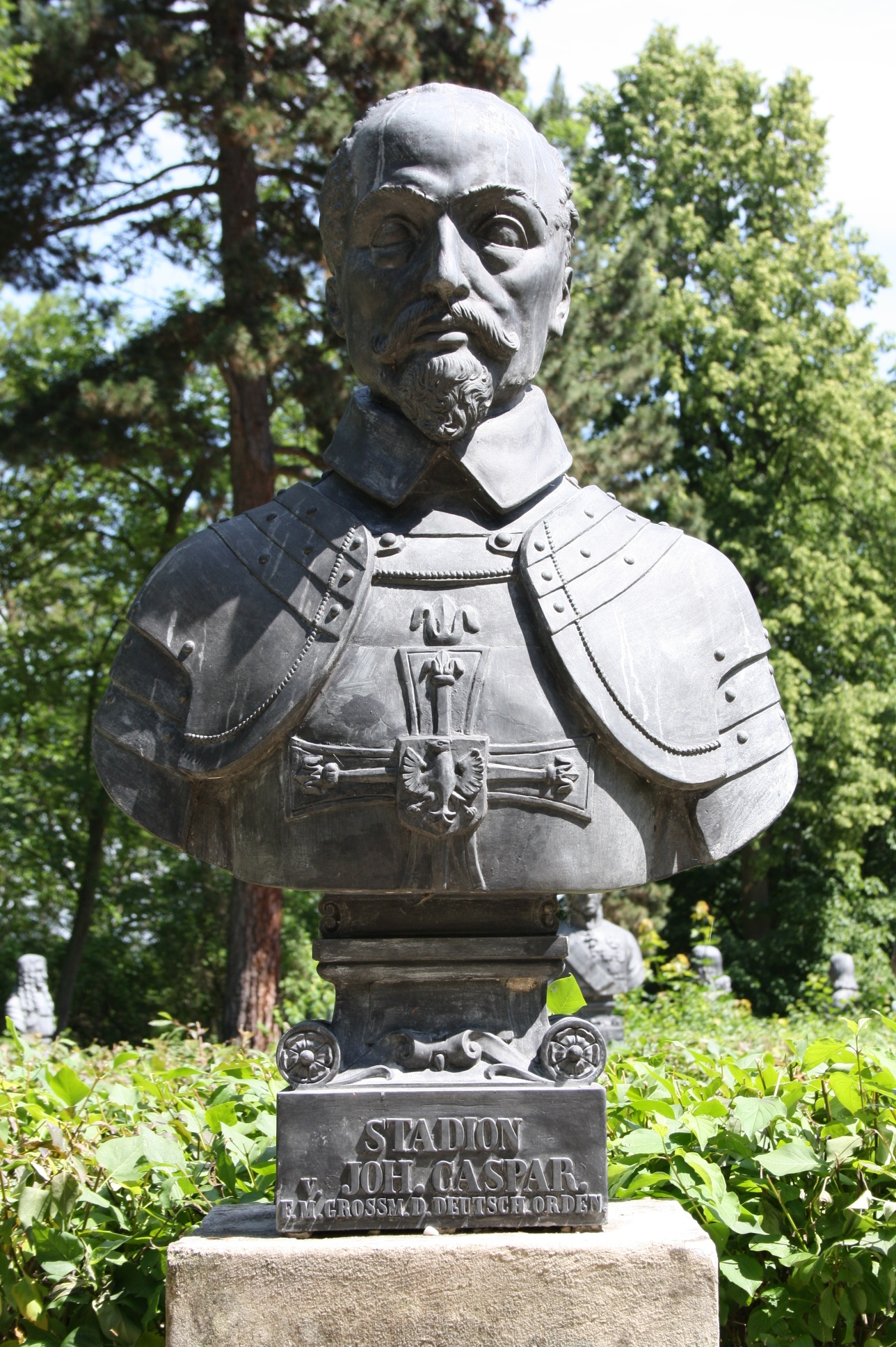

Pochodził ze stanu rycerskiego. Jego rodzicami byli Jan Ulryk von Stadion i Apollonia von Nanckenreuth. Do zakonu krzyżackiego wstąpił w 1594 roku. Służył jako rycerz zakonny w kampaniach wojennych Maksymiliana III Habsburga na Bałkanach i na Węgrzech. Od 1603 roku przebywał w Alzacji, a później był dworzaninem arcyksięcia w Innsbrucku. Od 1606 roku pełnił funkcję komtura Fryburga, od 1608 komtura Beuggen, od 1627 był komturem krajowym Alzacji.
W latach 1619–1624 podczas pierwszej fazy wojny trzydziestoletniej przewodniczył dworskiej radzie wojennej w Wiedniu i był doradcą Maksymiliana von Liechtensteina. Ceniony za swoje kwalifikacje szybko znalazł się w cesarskiej tajnej radzie.
30 grudnia 1627 roku z uwagi na małoletność Leopolda Wilhelma Habsburga, został wybrany zwierzchnikiem zakonu krzyżackiego. Okres jego urzędowania zbiegł się z kampanią wojenną prowadzoną w terenie Niemiec przez króla szwedzkiego, Gustawa II Adolfa. Stadion zmuszony był w tym czasie przenieść tymczasowo siedzibę władz zakonnych z Mergentheim do Tyrolu oraz pomagać w dowodzeniu armią Ferdynanda III Habsburga. W 1634 roku uczestniczył w bitwie pod Nördlingen.
W sprawach zakonnych troszczył się o utrzymanie posiadłości krzyżackich i ich obronę. Był surowym inkwizytorem. Obawiając się wzrostu sympatii dla protestantów i protestantyzmu podjął środki prewencyjne. Na obszarach baliwatów i komturstw krzyżackich w Niemczech w jego czasach wzmożono procesy o czary i magię.
Zmarł na apopleksję podczas przygotowań do kolejnej kampanii wojennej.